# Distretto di Košice III
Il distretto di Košice III è uno dei 79 distretti della Slovacchia e uno dei 4 distretti in cui è divisa la città di Košice, situata nell'omonima regione, nella parte orientale del Paese.

## Geografia antropica

### Suddivisioni amministrative
Il distretto è suddiviso in 2 quartieri, aventi autonomia amministrativa a livello di comune:
- Dargovských hrdinov
- Košická Nová Ves